# Wolfram(IV)-sulfid
Wolfram(IV)-sulfid ist eine chemische Verbindung aus der Gruppe der Wolframverbindungen und Sulfide.

## Vorkommen
Wolfram(IV)-sulfid kommt natürlich in Form des Minerals Tungstenit vor.

## Gewinnung und Darstellung
Wolfram(IV)-sulfid kann direkt aus den Elementen
{\displaystyle \mathrm {W+2\ S\longrightarrow WS_{2}} }
oder durch Reaktion von Wolfram(VI)-oxid mit Schwefel gewonnen werden.
{\displaystyle \mathrm {2\ WO_{3}+7\ S\longrightarrow 2\ WS_{2}+3\ SO_{2}} }

## Eigenschaften
Wolfram(IV)-sulfid ist ein grau-bläulicher bis schwarzer geruchloser Feststoff, welcher schwer löslich in Wasser ist. Es besitzt eine hexagonale Kristallstruktur mit der Raumgruppe P63/mmc (Raumgruppen-Nr. 194) (a = 3,132, c = 12,323 Å). Eine trigonale Form (Raumgruppe R3m (Nr. 160), a = 3,158, c= 18,49 Å) ist ebenfalls bekannt. Es besitzt Katalysator- und Detektoreigenschaften.